# جامع المقداد بن عمرو
جامع المقداد بن عمرو من مساجد العراق الحديثة، ويقع في قضاء الرمادي في محافظة الأنبار، بالقرب من كلية التربية للبنات، وبني عام 1419هـ/1998م، ولقد شيد وبني على نفقة المحسنين، وهو من المساجد الكبيرة حيث تبلغ مساحته 1200م2، ويحتوي على مصلى حرم واسع تبلغ مساحته 700م2 ويتسع لأكثر من 600 مصل، ومن مرفقات الجامع غرفة مخصصة للإمام والخطيب، وحالته العمرانية جيدة.
ومصلى الحرم مستطيل الشكل بطول 20م وبعرض 35م تقريباً ومبني من مادة الطابوق ويرتفع السقف بحوالي 5م، وقد زينت جدرانه الداخلية بالآيات القرآنية، ويحتوي الحرم على محفل للقراء ومنبر للخطابة كلاهما صنع من الخشب الصاج، وتقام في الجامع صلاة الجمعة وصلاة العيدين والصلوات الخمس.